# Daniel Díaz Díaz
Daniel Díaz Díaz (Huandacareo, Michoacán; 17 de marzo de 1934) es un ingeniero y político mexicano, que fue secretario de Comunicaciones y Transportes durante el gobierno de Miguel de la Madrid entre 1984 y 1988.
Daniel Díaz Díaz es Ingeniero Civil egresado de la Escuela Nacional de Ingeniería de la Universidad Nacional Autónoma de México, posteriormente realizó diversos cursos de especialización en el país y en el extranjero, así mismo se desempeñó como profesor de la misma escuela de la que egresó.
En 1956 ingresó a laborar en la entonces Secretaría de Comunicaciones y Obras Públicas, donde desempeño un gran número de cargos a lo largo de los años hasta llegar a Subsecretario de Obras Públicas en 1982 y titular de la misma Secretaría de Comunicaciones y Transportes de 1984 a 1988.
Posteriormente se desempeñó como asesor del presidente Carlos Salinas de Gortari, director del Instituto Mexicano del Transporte y director de Caminos y Puertos Federales, en 1997 fue elegido diputado federal por el Partido Revolucionario Institucional en la LVII Legislatura.